# حوزه انتخابیه چهارم واشینگتن
حوزه انتخابیه چهارم واشینگتن یک حوزه انتخابیه مجلس نمایندگان آمریکا است که در ایالت واشینگتن قرار دارد.